# Sue
Sue (jap. 須恵町 Sue-machi) – miasto w Japonii, na wyspie Kiusiu, w prefekturze Fukuoka. Według danych na rok 2020 miejscowość zamieszkiwało 28 628 mieszkańców , a gęstość zaludnienia wyniosła 1755,2 os./km².